# Wallenbrunn
Wallenbrunn ist ein Gemeindeteil von Seybothenreuth im Landkreis Bayreuth (Oberfranken, Bayern). Wallenbrunn liegt in der Gemarkung Seybothenreuth.

## Geografie
Der Weiler liegt am Laimbach, einem rechten Oberlauf der Ölschnitz. Eine Gemeindeverbindungsstraße führt an der Petzelmühle vorbei nach Draisenfeld (1,7 km westlich) bzw. nach Brüderes (1,9 km südöstlich).

## Geschichte
Wallenbrunn bildete eine Realgemeinde mit Einzigenhof und Petzelmühle. Gegen Ende des 18. Jahrhunderts bestand Wallenbrunn aus 6 Anwesen. Die Hochgerichtsbarkeit stand dem bayreuthischen Stadtvogteiamt Bayreuth zu. Die Dorf- und Gemeindeherrschaft wurde sowohl vom Hofkastenamt Bayreuth als auch vom Kloster Speinshart beansprucht. Grundherren waren das Kloster Speinshart (4 Viertelhöfe) und die Pfarrei Birk (2 Söldengütlein).
Von 1797 bis 1810 unterstand der Ort dem Justiz- und Kammeramt Bayreuth. Mit dem Gemeindeedikt wurde Wallenbrunn dem 1812 gebildeten Steuerdistrikt Seybothenreuth zugewiesen. Zugleich entstand die Ruralgemeinde Wallenbrunn, zu der Einzigenhof und Petzelmühle gehörten. Sie war in Verwaltung und Gerichtsbarkeit dem Landgericht Weidenberg zugeordnet und in der Finanzverwaltung dem Rentamt Bayreuth. In der freiwilligen Gerichtsbarkeit unterstanden zwei Anwesen bis 1819 dem Patrimonialgericht Birk. Mit dem Gemeindeedikt von 1818 erfolgte die Eingemeindung nach Seybothenreuth.

### Einwohnerentwicklung
| Jahr      | 001818 | 001861 | 001871 | 001885 | 001900 | 001925 | 001950 | 001961 | 001970 | 001987 |
| Einwohner | *66    | 53     | 47     | 49     | 50     | 53     | 66     | 58     | 44     | 19     |
| Häuser    | *8     |        |        | 7      | 8      | 10     | 7      | 8      |        | 5      |
| Quelle    | [ 6 ]  | [ 9 ]  | [ 10 ] | [ 11 ] | [ 12 ] | [ 13 ] | [ 14 ] | [ 15 ] | [ 16 ] | [ 1 ]  |

## Religion
Wallenbrunn ist evangelisch-lutherisch geprägt und nach St. Veronika (Birk) gepfarrt.